# Syntheta insignata
Syntheta insignata är en fjärilsart som beskrevs av Walker 1857. Syntheta insignata ingår i släktet Syntheta och familjen nattflyn. Inga underarter finns listade i Catalogue of Life.